# داسو هیروندیه
داسو هیروندیه (به انگلیسی: Dassault Hirondelle) یک هواگرد ساختِ کارخانهٔ داسو اویاسیون در کشور فرانسه است. این هواگرد برای نخستین بار در ۱۱ سپتامبر ۱۹۶۸ میلادی مورد استفاده قرار گرفت.